# 넘버원전대 고쥬저
《넘버원전대 고쥬저》(일본어: ナンバーワン戦隊ゴジュウジャー 난바아완센타이 고주우자아[*])는 슈퍼 전대 시리즈 49번째 작품이자 50주년 작품으로 2025년 2월 16일부터 방영하고 있다.

## 등장 인물

### 고쥬져
토노 호에루 (고쥬 울프)휴노 미오 ■
바쿠야 리쿠오 (고쥬 레온)스즈키 히데하루 ■
바쿠가미 류기 (고쥬 티라노)칸다 마사카즈 ■
타케하라 킨지로/타케하라 죠지 (고쥬 이글)마츠모토 진/코바야시 마사키 ■
이치카와 스미노 (고쥬 유니콘)이마모리 마야 ■
쿠마테 마시로 (고쥬 폴라)키무라 카이키 ■

### 조력자
이지마 사오리나카고시 노리코
이지마 아오이유다 코우키
거신 테가소드카지 유우키
거신 구데번KENN
베어쿠마 50KENN

### 유니버스 전사
츠츠미 나츠메 (쿠와가타 오저)이우치 하루히 ■
아타미 토코나츠 (돈 모모타로)나나세 코우 ■
사쿠라바 (류소우 레드)오오모리 히로토 ■
오사이 메구루 (티라노 레인저)우에다 칸다이 ■
토도로키 가이아 (가오 레드)나카무라 유이치 ■
이와시타 (쥬오우 이글)하시도 류마 ■
카와시마 (발 이글)나카자와 캐쳐 ■
야모리 쇼코 (레드 레이서)마츠다 리마■
이치카와 오토 (신켄 레드)하야마 아리스 ■
토리카이 쇼 (레드 버스터)스즈키 히로후미 ■
반도 신야 (루팡 레드)타카이와 세이지 ■
하레와타루 잇키 (페트렌 1호)테라사카 라이가 ■
(배틀 피버 레드)■
(젠카이저 )■

### 노 원 월드 브라이던
테가준유카나
파이어캔들 (신켄 레드)산본기 다이스케 ■
부케마루피
샤이닝나이프 씨 & 스위트케이크 부인스기타 토모카즈, 우에다 레이나
쿠온(토노 히사미츠) (링 헌터 가류도)카루마 ■

### 소속 불명
재앙???

## 등장 메카
- 테가소드
- 테가소드(유니버스 전사용)
- 츠메가버클
- 울프데칼리버 50
- 레온버스터 50
- 티라노해머 50
- 이글슈터 50
- 유니콘드릴 50
- 구데번
- 베어쿠마 50
- 오르카부스터 5050
- 테가준
- 다크울프데칼리버 50

## 메인 메카

### 거신 테가소드
- 테가소드 레드
- 테가소드 블루
- 테가소드 옐로
- 테가소드 그린
- 테가소드 블랙

### 거신 구데번
- 구데번 베어쿠마 50

### 슈퍼 합체 메카
- 슈퍼 합체 1호 메카 : 테가소드 화이트번
- 슈퍼 합체 2호 메카 : 테가소드 아카츠키

## 설정
- 역대 파워레인저의 힘이깃든 전대 링

## 주제곡
- 1부(1~15화), 2부(17~) 오프닝 : WINNER! 고쥬저!(Wienners)
- 16화 오프닝 : YOU BE ONE WINNER(키타다니 히로시)
- 엔딩 : 빌리빌리 Be-lie-ving(카네코 미유)

## 에피소드
1장
1화 : 구세주 넘버원!
2화 : 붕 잡아라 내 사냥감이다!
3화 : 일본의 돈! 내가 대통령이다!
4화 : 파티타임 꿈 보시는 할아버지!
5화 : 되찾은 소울! 가만두지 않을 참견
6화 : 결정! 토코나츠 성 대모험
7화 : 마음이 들뜬다! 결집, 고쥬저!
8화 : 선악을 흔드는 반지 사냥꾼!
9화 : Unbreakable, Wolf
10화 : 의기양양! 쇼와가 왔다!
11화 : 해방하라 야생! 야수꾼이 피리를 분다
12화 : 악귀, 울부짖다!
13화 : 격주, 용의 방식!
14화 : 신성 종결자와 테가소드 레전드!
15화(1장 최종화) : Stop the June Bride!
2장
16화 : 진 구세주 넘버원!
17화 : 반짝 빛나라! 넘버원 운동회!
18화 : 미스터리 GP(그랑프리)! 탐정은 마을에 있다 
19화 : 두 마음으로 화이트번!
20화 : 갸류에 진검! 오토는 캐릭터 변신!?
21화 : 불타는 축제의 혼! 테가소드 Summer!
22화 : 이득 민폐! 이것이 절약!
23화 : 외톨이 초신성, 각성, 울프!
24화 : 학원을 떠들썩하게 하는 쾌도다!
25화 : 근성 경찰, 맑음!
26화 : 비밀에 밀착! 토노는 신입 사원
27화 : 배틀에서 쟁취하라! 일확천금!
28화 
29화
30화

## 평가
| 이전 폭상전대 분붐저 | 제49대 슈퍼 전대 시리즈 2025년 2월 16일 ~ 현재 | 다음 - |